# ABXエア
ABXエア (ABX Air, Inc.) とは、アメリカ合衆国オハイオ州のウィルミントン付近のウィルミントン・エアパークに本社を置く貨物航空会社である。定期貨物、チャーター便およびウェット・リースのサービスを提供している。また、フライトサポートとトレーニングも提供している。エア・トランスポート・サービスグループが保有する会社である。前身はw:Airborne Expressである。
ABXエアの主な顧客はDHLアビエーションで、貨物のほとんども同社が占める。ABXの多くの機体はDHLの黄色と赤色の塗装が施されている。
また、同社はマイアミとジャマイカのモンテゴ・ベイ（サングスター国際空港）およびキングストン（ノーマン・マンレー国際空港）との間でエア・ジャマイカの貨物便も運航している。エア・ジャマイカのコールサイン「Jamaica」で運航される。

## 歴史
ABXエアは1980年4月にエアボーン・フレイト・コーポレーションがミッドウェスト・エア・チャーターを買収したときに設立され、同年後半に運航を開始した。エアボーン・エクスプレスは、名称の通りシアトルのエアボーン・フレイト・コーポレーションの完全子会社であった。エアボーン・エクスプレスは貨物輸送事業以外にも、機体メンテナンスサービスを行っていた。1995年3月には5,500人の従業員を抱えていた。1996年1月には12機のボーイング767を貨物機に改造した。
その後DHLとエアボーンの合併の一環として、2003年8月16日に上場企業となった。DHLはエアボーンの地上業務を引き継ぎ、航空事業はABXエアとして分社化した。ABXエアの普通株式はNASDAQのティッカーシンボルABXAとして流通した。2007年初頭には、全日本空輸とのウェット・リース契約を締結し、アジアでの運航を開始した。この運航にはボーイング767-200SF2機が用いられた。2007年3月には従業員数が7,600人に拡大した。
2007年11月2日、CEOのJoe HeteとABXエアの取締役会は、同社がエア・トランスポート・インターナショナルとキャピタル・カーゴ・インターナショナル・エアラインズの親会社であるカーゴ・ホールディングス・インターナショナルを3億5千万ドルで取得することに合意したと発表した。取引は2007年12月31日に完了し、ABXエアはATSG(エア・トランスポート・サービス・グループ)と名付けられた持株会社の子会社として再編された。
2008年11月10日、ABXエア最大の顧客であるDHLは、米国国内市場から撤退する計画を発表した。DHLはユナイテッド・パーセル・サービスと契約しアメリカ事業を継続する計画だったが、2010年3月30日に、ABXエアの親会社であるATSGは、DHLと新たに長期契約を締結し、ABXエアはDHLの国際ネットワークの一部を担っている。

## 機材

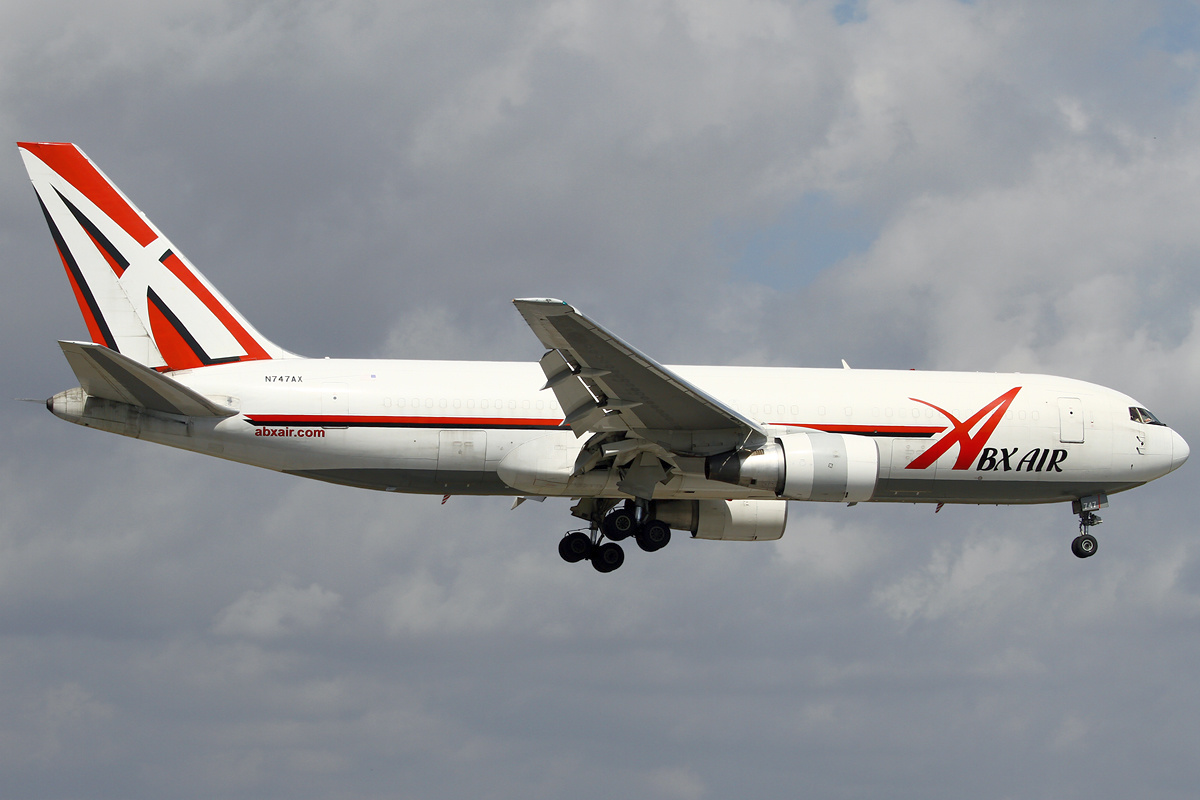
ABXエアのボーイング767-200

ABXエアの保有する機材は2022年6月現在次の通り。
| 機種                     | 運用中 | 発注中 | 備考 |
| ------------------------ | ------ | ------ | ---- |
| ボーイング767-200ER/BDSF | 1      | —      |      |
| ボーイング767-200BDSF    | 21     | —      |      |
| ボーイング767-300ER      | 7      | —      |      |
| ボーイング767-300ER/BCF  | 1      | —      |      |
| ボーイング767-300ER/BDSF | 3      | —      | 2    |
| ボーイング767-300ERF     | 4      | —      |      |
| 合計                     | 37     |        |      |

### 退役済みの機体
ABXエアは以下の機体を保有していた。
- ダグラス DC-8-61[4]
- ダグラス DC-8-62[4]
- ダグラス DC-8-63[4]
- ダグラス DC-8-63F[5]
- マクドネル・ダグラス DC-9-15[4]
- マクドネル・ダグラス DC-9-31[4]
- マクドネル・ダグラス DC-9-32[4]
- マクドネル・ダグラス DC-9-32F[4]
- マクドネル・ダグラス DC-9-33F[4]
- マクドネル・ダグラス DC-9-41[4]
- 日本航空機製造 YS-11A-200[4]

## 事故・インシデント

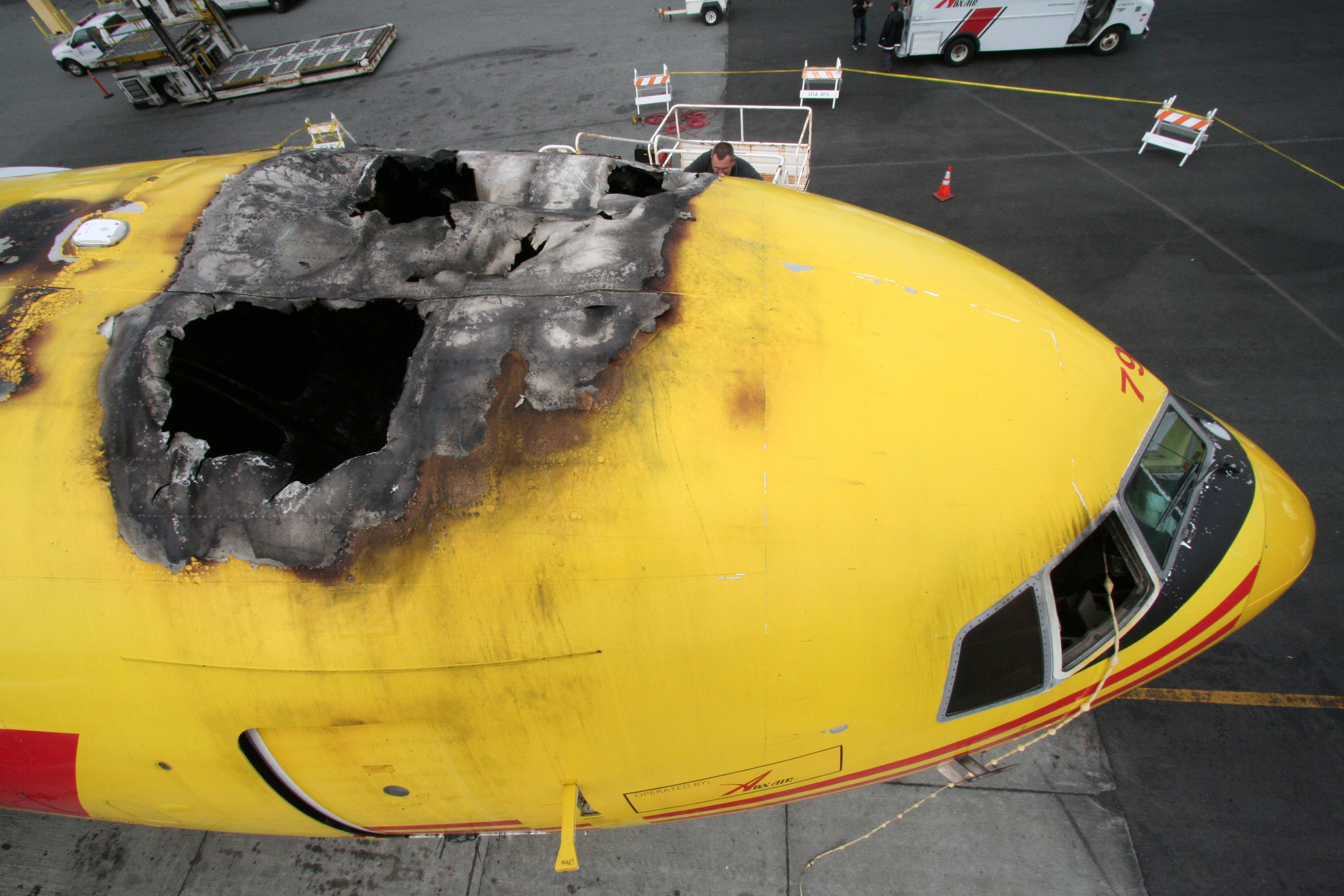
火災で損傷したABXエアのジェット機（2008年、SFOにて）

1996年12月22日、エアボーン・エクスプレス827便(DC-8-63F)が、ピードモント・トライアド国際空港で改造を受けた。その試験飛行中、失速テストを行ったところ、失速状態から回復することができずヴァージニア州ナローズの山岳地帯に墜落し、6人全員が死亡した。
2008年6月28日、サンフランシスコ国際空港に駐機中のボーイング767から火災が発生し、深刻な損傷を受けた。アメリカ国家運輸安全委員会の調査によれば、火災の原因は設計上の問題であり、電気配線と酸素系の導電成分との間に短絡が起きたことが明らかになった。